# Metak
Metak byla chorvatská hudební skupina, působící mezi lety 1978–1981.

## Historie
Skupinu založil koncem listopadu 1978 baskytarista Mirko Krstičević. Původně skupinu tvořili Ranko Boban (zpěv), Mirko Krstičević (baskytara), Matko Jelavić (bicí), Željko Brodarić Jappa (kytara). Jejich první vystoupení proběhlo na festivalu ve Splitu ještě ten stejný rok. V roce 1978, skupina podepsala smlouvu s vydavatelstvím Diskoton a vydala 2 singly, "Šijavica" a "Gastarbajterska." Ten samý rok, Ranko Boban skupinu opustil a začal psát písničky pro známé zpěváky jako Bijelo Dugme. Když Boban opustil skupinu, Željko Brodarić ho nahradil na pozici zpěváka a jeho bratr Zlatko vstoupil do kapely jako kytarista. V roce 1979, skupina vydala své debutové album „U Tetrapaku“.

## Diskografie

### Alba
- U tetrapaku (1978)
- Ratatatatija (1980)

### Singly
- Šijavica / Gastarbajterska (1978)
- Ona ima svoju dragu mamu / Revolver (1979)
- Da mi je biti morski pas / Rock 'n' Roller (1980)